# Старобаїшевська сільська рада
Старобаї́шевська сільська рада (рос. Старобаишевский сельский совет) — муніципальне утворення у складі Дюртюлинського району Башкортостану, Росія. Адміністративний центр — село Старобаїшево.

## Населення
Населення — 1179 осіб (2019, 1385 у 2010, 1268 у 2002).

## Склад
До складу поселення входять такі населені пункти:
| Населений пункт       | Населення, осіб (2002) | Населення, осіб (2010) |
| --------------------- | ---------------------- | ---------------------- |
| Гулюково, присілок    | 202                    | 181                    |
| Ільдус, присілок      | 46                     | 41                     |
| Новоуртаєво, присілок | 136                    | 136                    |
| Старобаїшево, село    | 548                    | 631                    |
| Староуртаєво, село    | 336                    | 396                    |